# Le Mesnil-Drey
Le Mesnil-Drey is een plaats en voormalige gemeente in het Franse departement Manche in de regio Normandië en telt 212 inwoners (2013).
De plaats maakt deel uit van het arrondissement Avranches en sinds 1 januari 1973 van de gemeente Folligny.